# Komet Ikeja-Seki
Komet Ikeja-Seki (komet Ikeya-Seki)  (označujejo ga tudi z C/1965 S1, 1965 VIII in 1965f) je komet, ki sta ga neodvisno odkrila dva japonska astronoma Kaoru Ikeya in Cutomu Seki 18. septembra 1965.
Komet je član Kreutzove družine kometov. 
Izračuni so pokazali, da bo komet prešel prisončje 21. oktobra samo 450.000 km nad površino Sonca. Že takrat so predvidevali, da bo izredno svetel.
Ko je dosegel prisončje, so ga opazovalci videli tudi podnevi blizu Sonca. Ko je dosegel prisončje je svetil z magnitudo -10 .
Bil je eden najsvetlejših kometov v zadnjih tisoč letih. Zaradi tega ga nekateri imenujejo tudi Veliki komet iz leta 1965. Komet je razpadel na tri dele malo pred prehodom prisončja. Ti trije deli so nadaljevali pot po skoraj enakih tirnicah. Komet se je zopet pojavil na jutranjem nebu proti koncu oktobra. Takrat je kazal izredno svetel rep. V začetku leta 1966 je postal manj svetel, ker se je vrnil v zunanji del Osončja.
Komet Ikeya-Seki pripada Kreutzovi družini kometov, ki so nastali po razpadu velikega kometa v letu 1106. Dva največja dela kometa Ikeya-Seki (označujemo ju z S1-A in S1-B) se bosta vrnila v notranji del Osončja čez 877 (S1-A) oziroma čez 1.056 (S1-B) let.